# Шалдеви
Шалдеви е български възрожденски род от Гумендже. Постепенно представителите на рода се разпръскват и към днешна дата живеят в Гърция, България, Северна Македония, Австралия, САЩ, Канада и други.

## Представители
- Христо (Ристо) Шалдев, борец за църковна независимост и често арестуван заради дейността си в Енидже Вардар и Солун[1].
- Христо Шалдев, български революционер, писател и общественик, деец на Вътрешната македоно-одринска революционна организация.
- Васил Шалдев, български общественик и юрист, председател на Македонското студентско дружество Вардар.
- Димитър Шалдев, български екзархийски учител в Гумендже в края на XIX век[2].
- Димитър Шалдев, арестуван от гръцките власти на 12 февруари 1946 година[3].